# Autoridad de la Naturaleza y Parques de Israel

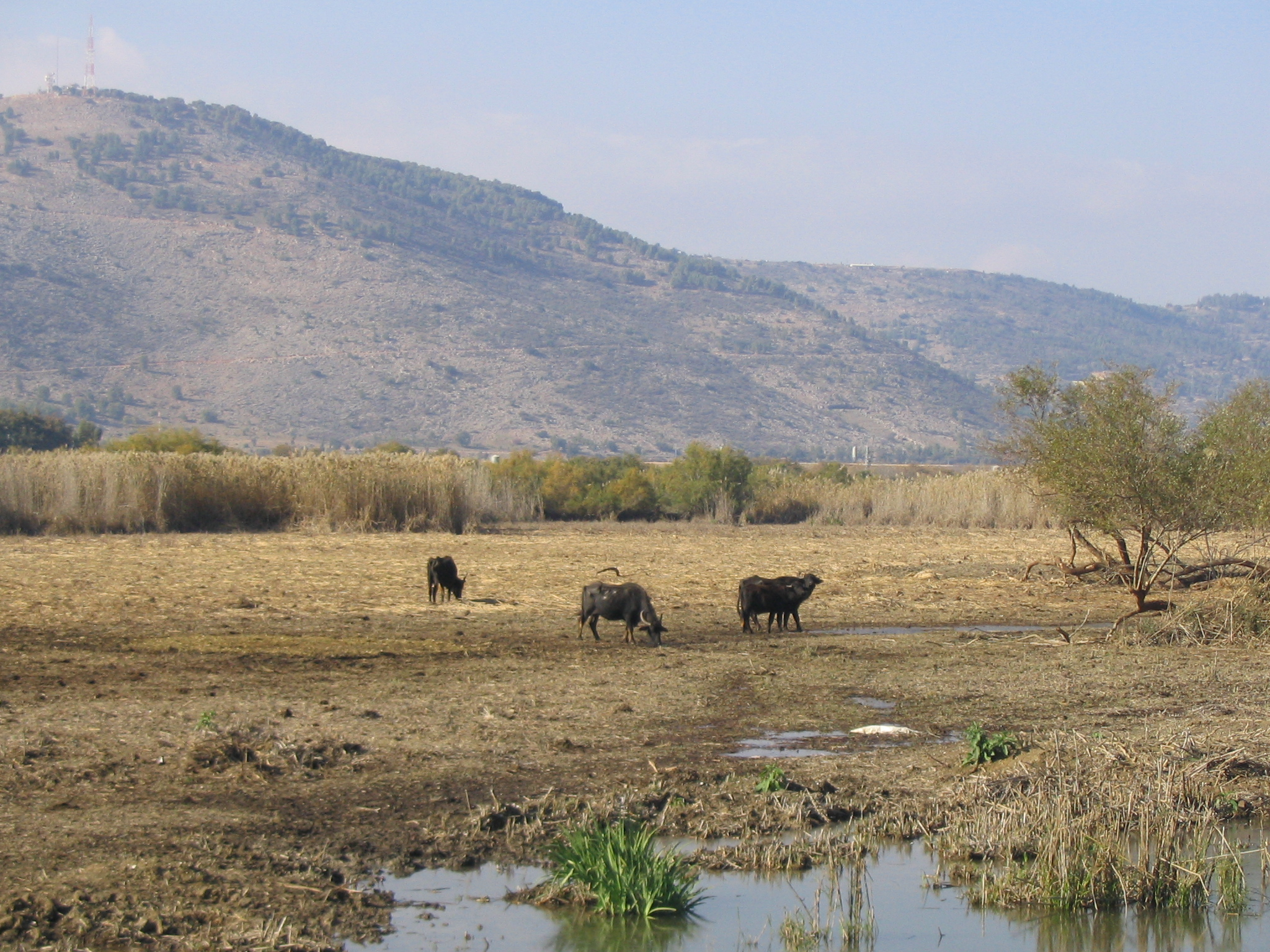
Reserva Natural del Valle de Jule.

La Autoridad de la Naturaleza y Parques de Israel (en hebreo: רשות הטבע והגנים Reshut Hateva Vehaganim) es una organización gubernamental de Israel que se encarga de gestionar las reservas naturales y los parques nacionales del país. La organización fue fundada en abril de 1998, con la unión de dos organizaciones que habían gestionado las reservas naturales y los parques nacionales de forma separada desde 1964.

## Regiones
La autoridad supervisa 41 Parques nacionales y 13 Reservas Naturales. Todos los parques y reservas naturales están divididos en seis regiones:
- Altos del Golan, mar de Galilea, y Galilea
- Baja Galilea y los valles
- Monte Carmelo, la costa e Israel central
- Desierto de Judea y mar Muerto
- El desierto del Néguev
- Eilat y el valle de Arava